# والتر أرندت
والتر أرندت (بالألمانية: Walter Arendt )‏ (و. 1925 – 2005 م) هو سياسي، ونقابي ألماني، كان عضوًا في الحزب الديمقراطي الاجتماعي الألماني، توفي في بورنهايم، عن عمر يناهز 80 عاماً.

## مناصب
تولى منصب عضو في البوندستاغ الألماني (17 أكتوبر 1961–17 أكتوبر 1965)
- عضو في البرلمان الأوروبي.

## جوائز
حصل على جوائز منها:
- لوحة ماري جوشاك  [لغات أخرى]‏
- الصليب الأكبر من وسام استحقاق جمهورية ألمانيا الاتحادية
- جائزة هانز بوكلر ‏.

## روابط خارجية
- والتر أرندت على موقع مونزينجر (الألمانية)